# Măeriște
Măeriște is een Roemeense gemeente in het district Sălaj.
Măeriște telt 3225 inwoners.